# 横斑林莺

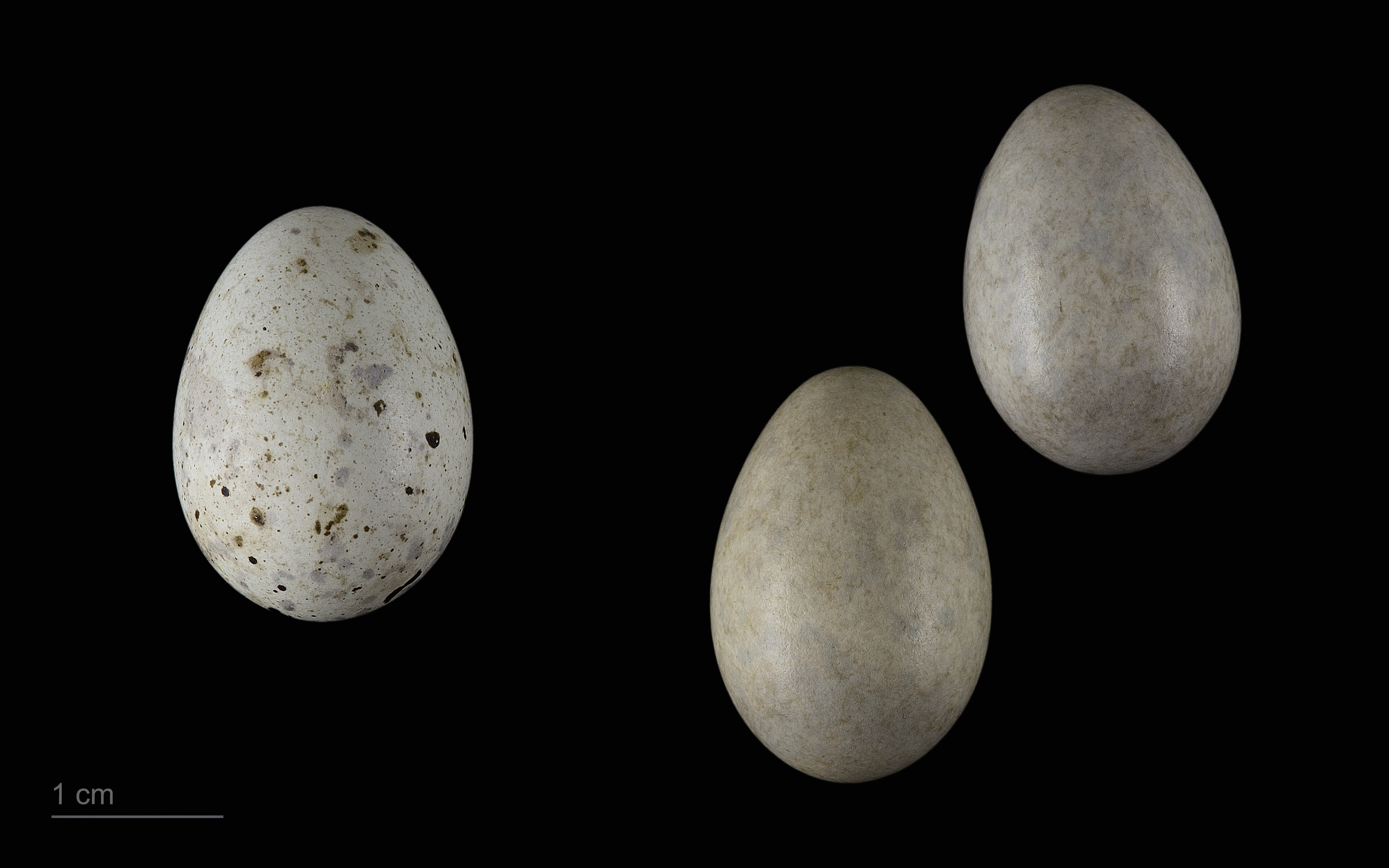
卵 Cuculus canorus canorus 在巢中 Curruca nisoria

横斑林莺（学名：Curruca nisoria）为鶲科莺属的鸟类。该物种的模式产地在德国。

## 亚种
- 横斑林莺新疆亚种（学名：Curruca nisoria merzbacheri）。在中国大陆，分布于新疆、河北等地。该物种的模式产地在天山.。[3]